# Christine Deviers-Joncour
Christine Deviers-Joncour (* 28. Juni 1947 in La Cassagne, Département Dordogne) ist eine ehemalige Geliebte des früheren französischen Außenministers Roland Dumas, die gleichzeitig als Lobbyistin zwischen 1989 und 1993 vom seinerzeit staatlichen französischen Erdöl-Konzern Elf Aquitaine 9,89 Mio. € Kommissionen bezogen haben soll, um Dumas zu beeinflussen.

## Biographie
Sie heiratete 1965 den Politiker Jean-Jacques De Peretti, betrieb eine Kunstgalerie und eine kleine PR-Agentur und bekam zwei Söhne. Diese Ehe scheiterte und 1976 heiratete sie ein zweites Mal, nun den Geschäftsmann Claude Joncour. Bei einer politischen Kampagne gegen ihren früheren Ehemann lernte sie den späteren französischen Außenminister und Star-Anwalt Roland Dumas näher kennen.
2006 heiratete sie den norwegischen Musiker Alf Emil Eik.

## Die Elf-Affäre
Bereits 1988 soll Elf-Vizechef Alfred Sirven Deviers-Joncour gebeten haben, ein Diner mit Dumas und Loïk Le Floch-Prigent zu arrangieren, um für Le Floch-Prigent zu werben. Le Floch-Prigent war 1986 nach einem Regierungswechsel bei seiner früheren Firma Rhône-Poulenc entlassen worden und auf der Suche nach neuer Beschäftigung. Sirven soll als eine Art Impresario seines früheren Chefs Deviers-Joncour um dieses Diner gebeten haben, um Le Floch-Prigent 1989 auf den Chefsessel bei Elf Aquitaine zu hieven, den er dann als „Direktor für Allgemeine Angelegenheiten“ bekleidete.
Deviers-Joncour erhielt von André Tarallo, dem ehemaligen „Monsieur Afrique“ des Elf-Konzerns, 1989 einen von zwei Einstellungsverträgen. Jean-Claude Vauchez, der ehemalige Chef der Filiale Elf Aquitaine Internationale EAI in Genf soll Deviers-Joncour eine Firmen-Kreditkarte verschafft und Zahlungen auf das Konto ihres früheren Liebhabers, des Geschäftsmannes Gilbert Miara, veranlasst haben. In allen Phasen der Scheinbeschäftigung von Deviers-Joncours tauchte Miara laut Angaben der Staatsanwaltschaft auf. Ein Teil der Deviers-Joncours zur Last gelegten Zahlungen wurde über sein Konto abgewickelt.
Von dem Geld soll sie ca. 2,6 Mio. € in ein luxuriöses Appartement in der Rue de Lille 19 in Paris gesteckt haben, in dem sie Dumas empfing, 50.000 € in eine Reihe kostspieliger Restaurantbesuche, 45.000 € in griechische Statuetten und 1.800 € in ein Paar handgenähte Schuhe als Geschenke für Dumas.
Wegen des Vorwurfs einer fiktiven Beschäftigung zur Tarnung einer Bestechung von Ex-Außenminister Dumas wurde Deviers-Joncour am 7. November 1997 für fünf Monate in Fleury-Mérogis in Untersuchungshaft genommen. Nachdem eine Untersuchungsrichterin sie eine „Hure der Republik“ genannt hatte, publizierte sie später unter diesem Titel ein Buch, in dem sie die Angelegenheit aus ihrer Sicht darstellte. Die sei, dass der ehemalige Vizechef von Elf Aquitaine Sirven sie zu Dumas mit den Worten geschickt habe: „Sag Deinem Minister, dass es einen goldenen Schlüssel für Eure Liebe geben wird“.
Hintergrund der Korruptionsvorwürfe war der Verkauf des Rüstungs- und Elektronikkonzerns Thales von sechs Fregatten 1991 an Taiwan, gegen den sich Dumas mit Rücksicht auf die Volksrepublik China ausgesprochen hatte.
Deviers-Joncour wurde in der ersten Instanz zu 18 Monaten Haft verurteilt, wogegen sie Einspruch einlegte. 1997 und 1998 hatte sie bereits sechs Monate in der Untersuchungshaft verbracht und 2004 verbüßte sie weitere vier Monate ihrer Haftstrafe.

## Publikationen
- La putain de la Republique. 1999, (dt. Die Hure der Republik. 2001 Petersen Verlag), ISBN 2-29030-419-0
- Relation publique. 2000, (dt. öffentliches Verhältnis, Petersen Verlag), ISBN 2-72021-376-4
- Trio. Verlag Jean-Jacques Pauvert, 2001
- Operation Bravo. Verlag Pocket, 2000
- Toi masculin mon féminin. 2004
- Corruption - Une affaire d'Etats: La femme à abattre. 2005

| Personendaten    | Personendaten                                                       |
| ---------------- | ------------------------------------------------------------------- |
| NAME             | Deviers-Joncour, Christine                                          |
| KURZBESCHREIBUNG | französische Geliebte des französischen Außenministers Roland Dumas |
| GEBURTSDATUM     | 28. Juni 1947                                                       |
| GEBURTSORT       | La Cassagne, Département Dordogne                                   |